# メリーバード号 (広島 - 米子線)

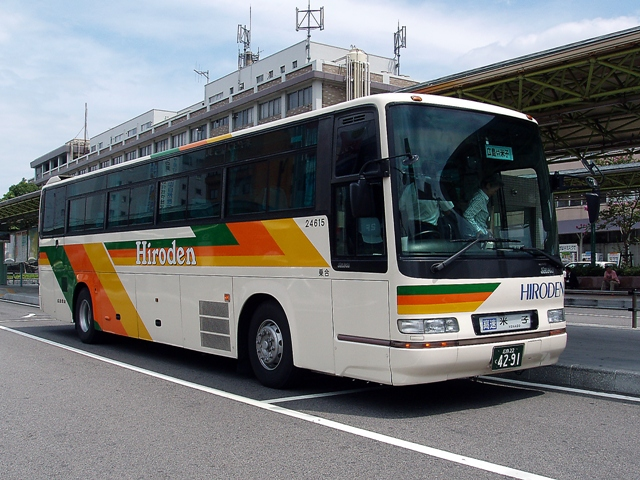
メリーバード号（広島電鉄）

メリーバード号（メリーバードごう）は広島県広島市と鳥取県米子市を結ぶ高速バスである。

## 概要
中国地方の中心的都市である広島市と、山陰の商都である米子市を直結する唯一の公共交通機関である。両都市の間は、かつて国鉄（当時）木次線・芸備線経由の急行ちどりにより結ばれていたが、これに取って代わる形で運行を開始している。1日7往復運行。
開通当初から起点と終点の間が高速道路（広島自動車道・米子自動車道）で直結されているにもかかわらず、落合JCT経由の大回りとなることから、これを避けるため途中の庄原ICから一般国道である国道183号を経由して日野郡日南町経由で米子にショートカットして向かうという経路上の特徴を持っていた。その後、より近いルートとなる松江自動車道が開通したため、2013年7月20日のダイヤ改正により中国自動車道・松江自動車道・山陰自動車道経由に変更された。

## 利用上の注意
全便座席指定制（インターネット・コンビニ（ローソン・ファミリーマート）・メール予約（発券）も可能）だが、当日空席がある場合に限り予約なしでも乗車できる。

## 歴史
- 1989年9月27日:広島電鉄・日本交通 (鳥取)・日ノ丸自動車の3社により運行開始。
- 1992年12月19日:1日5往復に増便。広島～米子間の全線が高速道路・落合JCT（山陽自動車道～広島自動車道～中国自動車道～米子自動車道）経由の特急便（現在の特急便とは異なる、増便分の2往復）を運行開始。
- 1997年7月12日:1日7往復に増便。うち1往復を山陰・夢みなと博覧会開催にあわせ、開催期間中の期間限定で米子終点を境港まで延長。新たに西伯町法勝寺（現・南部町）経由の特急便（増便分の2往復）を運行開始。
- 1999年3月21日:1日5往復に減便。
- 2008年3月1日:ダイヤ改正を実施。
- 2008年9月1日:飲料サービス（水・湯・茶）を廃止。
- 2008年12月15日:ダイヤ改正を実施。広島高速4号線・高道路・生山道路経由への経路変更にともない、不動院・中筋駅・和知BS・生山駅停留所を廃止、大塚駅・日南停留所を設置。また、予約できないながら唯一、同一県内での乗車が認められていた、生山駅～米子駅間の特例が、この日以降は廃止。（日南停留所へは引き継がれず。）
- 2013年7月20日:松江自動車道三次東JCT - 吉田掛合IC間開通（開通自体は2013年3月30日）に伴い、ダイヤ改正[1][2]。
  - 普通便・特急便共に松江道（三次東JCT）経由に変更となる。これに伴い、道の駅たかの（普通便のみ）に新規停車開始、庄原インター入口・日南、特急便が経由していた法勝寺、普通便が経由していた根雨・江尾・溝口・岸本（伯耆町役場前）は経由しなくなる。休憩地も、中国道七塚原SAから中国道江の川PAに変更される。以上の経路変更により、所要時間が12分（特急便） - 20分（普通便）短縮される。また、冬季の迂回運行も解消される。
  - 運行回数は昼行5往復（特急便2往復、普通便3往復）のままで、増便は行わない。
- 2014年7月19日:ダイヤ改正。[3]
  - 広島側の発着地が広島バスセンターから広島駅新幹線口まで延伸。広島行きのみ合同庁舎前に停車。この時点での広島駅新幹線口の発着場所は駅東側のシェラトンホテル前の二葉通り沿いの停留所だった。
  - 日本交通・日ノ丸自動車の運行本数が1往復増便。
  - 普通便が廃止となり、全便大塚駅 - 米子駅間がノンストップになる。
- 2015年7月31日:ダイヤ改正により、広電運行便が1往復増便。運行本数は7往復（広電3往復、日ノ丸・日交が合計で4往復）
- 2017年7月19日:広島駅新幹線口の停留所が駅前広場内に移設。また、所要時間を一部の便で変更。

## 運行会社
- 広電バス
  - バス事業本部・地域輸送営業部・広島北営業課（広島側の運行支援業務を担当）。
- 日本交通 (鳥取県)
  - 米子営業所
- 日ノ丸自動車
  - 米子支店（広島電鉄担当便の米子側の運行支援業務を担当。電話予約は行わない）。
- 米子側の電話予約は日本交通のみの担当。

## 運行経路・停車停留所
太字は停車停留所。広島県内及び鳥取県内での相互の乗降はできない。2013年7月20日のダイヤ改正で経路等が大きく変更された為、参考のため両者を併記する。

### 2013年7月20日より（現行）
広島駅新幹線口 - 合同庁舎前 - 広島バスセンター - 中広出入口 - 広島高速4号線 - 沼田出入口 - 大塚駅 - 広島西風新都IC - 広島自動車道 - 中国自動車道 - 松江自動車道 - 山陰自動車道 - 米子西IC - 米子駅
- 合同庁舎前には広島行きのみ停車。
- 全便とも江の川PAで休憩を行う。
- 2014年7月18日までは、久地BS、広島北IC、千代田IC、美土里BS、高宮BS、三次ICの高速道路上の各バス停と道の駅たかのに停車していた。

### 2013年7月19日まで
普通便
広島バスセンター - 中広出入口 - 広島高速4号線 - 沼田出入口 - 大塚駅 - 広島西風新都IC - 広島自動車道 - 久地BS - 広島北IC - 中国自動車道 - 千代田IC - 美土里BS - 高宮BS - 三次IC - 庄原IC  - 庄原インター入口 - 中国自動車道 - 国道183号 - 日南 - 国道180号 - 根雨 - 国道181号 - 江尾 - 溝口 - 岸本（伯耆町役場前） - 国道181号 - 米子駅
特急便（国道180号経由ノンストップ便）
広島バスセンター - 中広出入口 - 広島高速4号線 - 沼田出入口 - 大塚駅 - 広島西風新都IC - 広島自動車道 - 中国自動車道 - 庄原IC - 国道183号 - 日南 - 国道180号 - 法勝寺 - 国道180号 - 米子駅
- 七塚原SAで休憩。
- 多客期は続行便が運行されることがある。
- 冬季は経路中の国道183号の鍵掛峠などでの道路条件の悪化（路面凍結・積雪など）により国道54号・松江自動車道・山陰自動車道経由で迂回運行されることがあり、「庄原インター入口～岸本/法勝寺は停車しない場合がある」旨の断り書きがあった。なお、迂回運行される場合は、広島電鉄・日本交通のウェブサイトでも迂回運行される旨の断り書きが掲載される。
- 2012〜2013年の冬季シーズンは積雪の有無に関わらず全便が上記経路への迂回運行とされた。

## 運行回数
- 昼行7往復（広電が3往復、日交・日ノ丸が各2往復を担当）

ただし、日交・日ノ丸担当便は隔月で担当便が変更される。

## 車内設備
- 4列シートまたは3列シート
- フットレスト
- トイレ
- おしぼり

## 運行車両
- 原則として4列シート・トイレ付きのハイデッカーを使用するが、一部スーパーハイデッカー・3列シートの運用がある。なお、車両運用の都合上、広島電鉄はグランドアロー号（広島 - 松江）と共通運用となっている。